# Superiorzy misji „sui iuris” Tadżykistanu
Superiorzy misji „sui iuris” Tadżykistanu – superiorzy misji „sui iuris” Tadżykistanu.

## Superiorzy

### Superiorzy misji
| Lata urzędowania | Superior | Superior               | Uwagi |
| ---------------- | -------- | ---------------------- | ----- |
| 1997–2013        |          | Carlos Avila IVE       |       |
| od 2013          |          | Pedro Ramiro López IVE |       |